# Mana (série de jeux vidéo)
Pour les articles homonymes, voir Mana.
La série Mana, connue au Japon sous le nom Seiken densetsu (聖剣伝説, littéralement La Légende de l'Épée sacrée), est une série de jeux vidéo d'action-RPG créée en 1991 par Kōichi Ishii pour Square.
La série est connue pour son système de combats dynamiques, à l'opposé des jeux de rôle japonais traditionnels qui utilisent un système au tour par tour.
Créée à l'origine pour concurrencer la série phare de Nintendo, The Legend of Zelda, dans le genre « action-RPG », Seiken densetsu génère toutefois moins d'argent au Japon que des séries traditionnelles telles que Final Fantasy, Dragon Quest ou SaGa. La franchise est toutefois populaire et a du succès notamment aux États-Unis et en Europe.
Dans ces régions, si le premier épisode gagne un succès d'estime, c'est le deuxième épisode, connu sous le nom de Secret of Mana, qui rend la série extrêmement populaire. Aux côtés de The Legend of Zelda: A Link to the Past, il deviendra l'un des jeux phares de la Super Nintendo.

## Système de jeu
Les épisodes action-RPG de la série se jouent comme la plupart des jeux vidéo de rôle classiques : le joueur avance dans l'histoire du jeu en parlant aux personnages non-joueurs pour collecter des informations, vend et achète des objets, résout des problèmes ou énigmes et affronte des ennemis et des boss.
Le système de combat en temps réel de la série nécessite de la précision et du timing. Les phases de combats ne sont pas séparées des phases d'exploration, il est possible de fuir les combats ou de toucher plusieurs ennemis d'une seule attaque. Le joueur a accès à un menu qui se présente sous la forme d'un cercle grâce auquel il est possible de sélectionner des attaques magiques et des objets. Il permet également de consulter les caractéristiques de ses personnages. En fin de combat, les personnages gagnent des points d'expérience. Une fois atteint un certain nombre de points, les compétences d'un personnage peuvent augmenter.

## Éléments récurrents
À l'instar de la série The Legend of Zelda, les jeux de la série Seiken densetsu se situent dans le même univers mais dont la chronologie est floue et susceptible d'être corrigée avec chaque nouvelle sortie. Certains éléments se retrouvent tout au long de la série : les voyages en canon, les ennemis, l'épée et l'arbre Mana. Au début des histoires, le héros se retrouve la plupart du temps banni de sa terre natale par ses amis ou ses proches. Enfin, la série est caractérisée par un style graphique très coloré et qui oscille entre merveilleux et enchantement.

## Liste de jeux
La série Seiken densetsu dans son ensemble est connue en Europe et en Amérique du Nord sous le nom de série Mana.
Le premier épisode de la série, Final Fantasy Gaiden: Seiken densetsu, appelé en Europe Mystic Quest, était à l'origine comme son nom l'indique un spin-off (en japonais gaiden) de la série Final Fantasy, quand bien-même son gameplay diffère fondamentalement (c'est un action-RPG, alors que les jeux de la série Final Fantasy sont des RPG). Ce jeu a par la suite engendré une série distincte, présentant de moins en moins d'éléments de la série d'origine Final Fantasy.
| Date | Régions PAL        | Amérique du Nord        | Japon                                 | Console                                       |
| ---- | ------------------ | ----------------------- | ------------------------------------- | --------------------------------------------- |
| 1991 | Mystic Quest       | Final Fantasy Adventure | Final Fantasy Gaiden: Seiken densetsu | Game Boy                                      |
| 1993 | Secret of Mana     | Secret of Mana          | Seiken densetsu 2                     | Super Nintendo                                |
| 1995 | Trials of Mana     | Trials of Mana          | Seiken densetsu 3                     | Super Famicom                                 |
| 1999 | -                  | Legend of Mana          | Seiken densetsu: Legend of Mana       | PlayStation                                   |
| 2003 | Sword of Mana      | Sword of Mana           | Shinyaku seiken densetsu              | Game Boy Advance                              |
| 2006 | Children of Mana   | Children of Mana        | Seiken densetsu DS: Children of Mana  | Nintendo DS                                   |
| 2006 |                    | Dawn of Mana            | Seiken densetsu 4                     | PlayStation 2                                 |
| 2006 | -                  | -                       | Seiken densetsu: Friends of Mana      | Téléphone mobile                              |
| 2007 | Heroes of Mana     | Heroes of Mana          | Seiken densetsu: Heroes of Mana       | Nintendo DS                                   |
| 2013 | -                  | -                       | Seiken densetsu: Circle of Mana       | Smartphone via GREE (Android, iOS)            |
| 2014 | -                  | -                       | Seiken densetsu: Rise of Mana         | PlayStation Vita, smartphone (Android, iOS)   |
| 2016 | Adventures of Mana | Adventures of Mana      | Seiken densetsu: Final Fantasy Gaiden | PlayStation Vita, smartphone (Android, iOS)   |
| 2017 | Collection of Mana | Collection of Mana      | Seiken densetsu Collection            | Nintendo Switch                               |
| 2018 | Secret of Mana HD  | Secret of Mana HD       | Seiken densetsu 2: Secret of Mana     | PS4, PS Vita, PC (Microsoft Windows)          |
| 2020 | Trials of Mana     | Trials of Mana          | Seiken densetsu 3: Trials of Mana     | PS4, Nintendo Switch, PC (Microsoft Windows)  |
| 2022 | Echoes of Mana     | Echoes of Mana          | Seiken densetsu: Echoes of Mana       | Smartphone (Android, iOS)                     |
| 2024 | Visions of Mana    | Visions of Mana         | Seiken densetsu: Visions of Mana      | PS4, PS5, Xbox Series, PC (Microsoft Windows) |

| Jeu vidéo   |
| Spinoff     |
| Remake      |
| Compilation |

## Série principale

### Mystic Quest
En 1991, soit quatre ans après l'annulation du projet The Emergence of Excalibur, Square utilise le nom Seiken densetsu pour un nouveau projet d'action-RPG, un spin-off de la série Final Fantasy de moindre envergure que le projet précédent et destiné à la Game Boy. Cet épisode à l'origine développé sous le nom de Gemma Knights pose les bases de la série : une histoire simple, avec l'arbre Mana menacé par le Roi noir, et des combats en temps réel non séparés des phases d'exploration et nécessitant pour le joueur du timing. De nombreux éléments caractéristiques de Final Fantasy tels les Chocobos et les Moogles sont présents dans le jeu.

### Secret of Mana
Sorti en 1993 sur Super Nintendo, cet épisode connait un succès foudroyant grâce à ses graphismes, son système de combat rythmé, ses personnages, ses musiques et la possibilité de vivre l'aventure à trois joueurs simultanément. Secret of Mana est l'épisode le plus connu de la série. À noter que cet épisode est sorti en France accompagné d'un guide de jeu officiel richement illustré.

### Trials of Mana(Seiken densetsu 3)
Seiken densetsu 3 est publié sur Super Famicom en 1995 uniquement au Japon. Cet épisode reprend le gameplay de l'épisode précédent en y ajoutant notamment un système de classes de personnages et une alternance du jour et de la nuit. Il est possible d'incarner 6 personnages dans 3 scénarios différents. Il a toutefois donné lieu à des versions pirates modifiées qui non seulement permettent de le jouer en anglais ou en français, mais également de jouer à 3 joueurs, exactement comme dans Seiken densetsu 2/Secret of Mana, alors que la version officielle japonaise ne permet de jouer qu'à 2 joueurs.
Le jeu est officiellement publié le 11 juin 2019 en Occident dans la compilation Collection of Mana, traduit en anglais, français et allemand, sous le titre Trials of Mana. Par ailleurs, un remake du jeu également appelé Trials of Mana sort sur PS4, Switch et PC au début de 2020.

### Legend of Mana
Sorti en 2000 sur PlayStation, cet épisode diffère des autres par le fait que le joueur doit récupérer des artefacts afin de reconstruire le monde. Cela se traduit dans le jeu par le fait que le joueur peut modifier la carte du monde et ainsi recommencer une partie en créant à chaque fois un nouveau monde, et de nouveaux chemins. Cela rend ainsi le gameplay moins linéaire.

### Dawn of Mana
Sorti fin décembre 2006 au Japon sur PlayStation 2, c'est le premier épisode de la série à être réalisé entièrement en trois dimensions. Il est sorti aux États-Unis le 22 mai 2007.

### Visions of Mana
Visions of Mana est un jeu vidéo d'action-RPG développé par Ouka Studios et publié par Square Enix le 29 août 2024 sur PlayStation 4, PlayStation 5, Windows et Xbox Series.

## Remakes

### Sword of Mana
Cet épisode sorti en 2003 sur Game Boy Advance est un remake du premier épisode de la série. La majorité des éléments issus de Final Fantasy sont remplacés par des éléments plus caractéristiques des épisodes ultérieurs de la série. Le style graphique et les combats se rapprochent donc énormément de Secret of Mana.

### Adventures of Mana
Adventures of Mana est un jeu vidéo d'action-RPG développé et publié par Square Enix le 4 février 2016 sur smartphone Android et iOS dans le monde entier. Une version PlayStation Vita est également lancée le même jour au Japon et en juin 2016 en Amérique du Nord et en Europe. C'est un remake en trois dimensions du jeu Game Boy de 1991, Mystic Quest, le premier jeu de la série Mana.

### Secret of ManaHD
Le 15 février 2018, le remake du deuxième opus de la série Secret of Mana est publié sur PlayStation 4, PlayStation Vita, et PC (Windows) via Steam sous le titre Secret of Mana (également Secret of Mana HD). Sur les plates-formes Sony, le jeu est disponible en téléchargement sur le PlayStation Network, et est également commercialisé en version physique uniquement pour PS4. Le 5 mars 2018, Square Enix publie un correctif pour la version PS4 annoncé la semaine précédente, réglant de nombreux bugs. La mise à jour PC et PlayStation Vita est également annoncé dans les jours qui suivent.

### Trials of Mana(remake)
Nintendo annonce le 11 juin 2019 lors de sa conférence à l'E3 la sortie de Trials of Mana, un remake de Trials of Mana (Seiken densetsu 3) dont la sortie est attendue pour le début de l'année 2020. La date de sortie, fixée au 24 avril 2020, est dévoilée début septembre 2019.

## Spin-offs

### Children of Mana
Sorti sur Nintendo DS en 2006 (2007 en Europe), il s'agit d'un dungeon-RPG. Le jeu ne comporte qu'un seul village et le joueur passe le plus clair de son temps dans des donjons.

### Friends of Mana
Friends of Mana est un jeu uniquement sorti au Japon sur téléphone mobile en 2006.

### Heroes of Mana
Cet épisode est sorti en 2007 sur Nintendo DS. Il s'agit d'un jeu de stratégie en temps réel comprenant des éléments de jeux de rôle. L'histoire se déroule 19 ans avant Trials of Mana.

### Circle of Mana
En 2013, Square Enix publie également un jeu social de cartes intitulé Circles of Mana, uniquement au Japon sur iOS et Android, disponible sur GREE.

### Rise of Mana
Rise of Mana est un jeu vidéo d'action-RPG développé et publié par Square Enix uniquement au Japon sur smartphone le 6 mars 2014 sur iOS et le 26 juin 2014 sur Android. Une version PlayStation Vita est également commercialisée le 14 mai 2015.

### Echoes of Mana
Sorti le 27 avril 2022 sur Android et iOS, Echoes of Mana est un Action-RPG 2D free-to-play avec des éléments de coopération.

## Compilation
Seiken densetsu Collection est une compilation publiée uniquement au Japon sur Nintendo Switch le 1er juin 2017, qui comprend Mystic Quest, Secret of Mana et Trials of Mana. Toutefois, Square Enix dépose la marque Collection of Mana en Europe début juin 2019, marque déjà protégée fin février 2019 uniquement au Japon. Nintendo annonce le 11 juin 2019 lors de sa conférence à l'E3 la sortie de Collection of Mana sur Nintendo Switch en version dématérialisée en Occident ce jour-là, une version physique étant sortie le 27 aout 2019.